# ギジェム・ハイメ
ギジェム・ハイメ・セラーノ（Guillem Jaime Serrano、1999年1月6日 - ）は、スペイン・カタルーニャ州タラゴナ出身のサッカー選手。CFインテルシティ所属。ポジションはDF。

## クラブ経歴
カタルーニャ州のタラゴナに生まれ、2007年にラ・マシアへと入団した。2018年7月にBチームへ昇格するが、トップチームでの出番はなかった。
2020年8月28日、セグンダ・ディビシオンのCDカステリョンと2年契約を結んだ。同年10月24日、ジローナFCとのリーグ戦でプロデビューを果たした。
2021年2月1日、2020-21シーズン終了までヒムナスティック・タラゴナにレンタル移籍をすることが発表された。
2021年8月17日、単年契約でFCバルセロナBに復帰した。